# Ашингтон (футбольний клуб)
«Ашингтон» (англ. Ashington A.F.C.) — англійський професіональний футбольний клуб із міста Ашингтон, що виступає в системі англійських футбольних ліг.

## Історія
Клуб заснований в 1883 році та дебютував у Кубку Англії в 1897 році. У сезоні 1892–93 клуб увійшов до Північного Альянсу. З 1895 виступає до Східної ліги Нортумберленду, де стає переможцем у сезоні 1897–98.
У 1901 році команда вдруге входить до Північного Альянсу, яку виграє в сезоні 1913–14.
Після першої світової війни в 1921 році клуб обрано до Футбольної ліги Англії, де вони виступають у Третьому дивізіоні — Північ. У 1929 «Ашингтон» посів останнє місце та вибув з ліги. До 1958 команда виступає в Північно-східній лізі. А з 1959 виступає на аматорському рівні.

## Хронологія виступів у чемпіонатах
- 1914–1921: Північна Східна Ліга
- 1921–1929: Третій дивізіон Футбольної ліги
- 1929–1930: Північна Східна Ліга (Дивізіон І)
- 1930–1935: Північна Східна Ліга (Дивізіон ІІ)
- 1935–1958: Північна Східна Ліга
- 1958–1960: Футбольна ліга Мідленда
- 1960–1962: Northern Counties League
- 1962–1964: Північна Східна Ліга
- 1964–1965: Футбольна ліга Вірсайда
- 1965–1968: Північна регіональна ліга
- 1968–1969: Північна Прем'єр-ліга
- 1969–1970: Північний Футбольний Альянс
- 1970–1982: Північна Футбольна Ліга
- 1982–1984: Північна Футбольна Ліга (Дивізіон І)
- 1984–2001: Північна Футбольна Ліга (Дивізіон ІІ)
- 2001–2002: Північна Футбольна Ліга (Дивізіон І)
- 2002–2004: Північна Футбольна Ліга (Дивізіон ІІ)
- 2004–2023: Північна Футбольна Ліга (Дивізіон І)
- 2023– : Північна Прем'єр-ліга